# Cheval en Afghanistan
Le cheval est, en Afghanistan, domestiqué dès l'Antiquité et toujours très présent dans de nombreux aspects de la vie quotidienne, en particulier dans la partie Nord du pays. Les Afghans ont la particularité de ne pas castrer les chevaux. Ils élèvent une douzaine de races, dont le cheval de bouzkachi destiné au sport national du même nom.

## Histoire

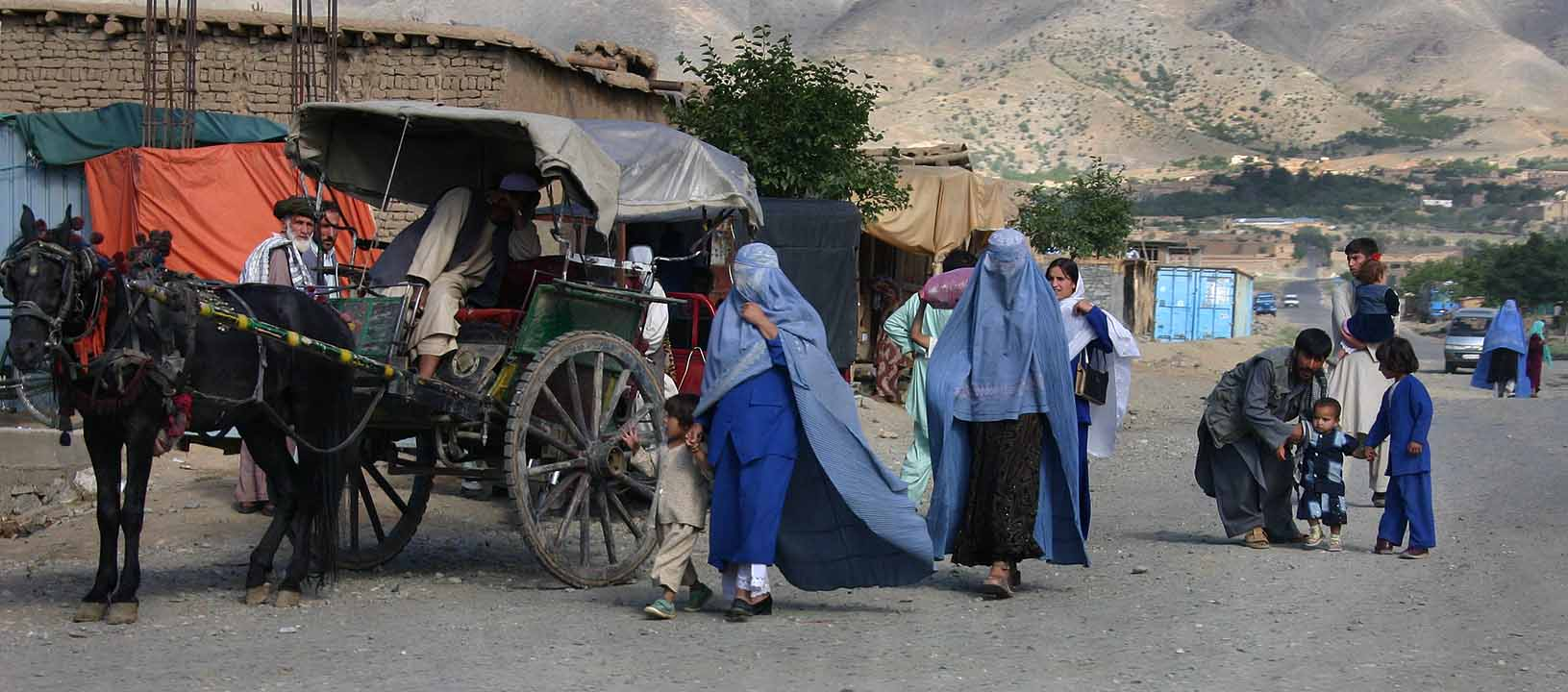
Scène de rue en Afghanistan, 2005

La présence du cheval sur le territoire afghan est ancienne, puisque les fouilles archéologiques à Aq Köprük ont révélé des restes de chevaux domestiqués, datés de l'âge du fer. Du fait de sa position à la croisée de routes migratoires, l'Afghanistan a été de tous temps traversé par des cavaliers nomades. Durant l'Antiquité, ces nomades sont connus sous le nom de Ashvakas, un mot traduit par « cavaliers ». Il semble qu'un cheval réputé, peut-être ancêtre de la race Akhal-Teké, soit alors connu sous le nom de « Niseani ». Quoi qu'il en soit, les habitants nomades d'Afghanistan sont déjà réputés pour leurs talents de cavaliers et la qualité de leur élevage équin.
Au XVe siècle, les Moghols disposent de montures militaires réputées, classifiées par taille et par race. Ce système de classement est particulièrement élaboré au XVIIIe siècle, puisque chaque cheval est marqué et décrit en suivant une nomenclature de 58 couleurs de robe, et 52 types de marquages blancs ou d'autres couleurs. Sept races ou types sont alors distingués : l'Arabe, le Perse, le Mujannas (d'origine turque ou persane), le Turc (près des frontières avec le Turkménistan et l'Ouzbékistan), le Janglah, le Tazi (tous deux d'origine indienne) et le Yabu, un poney originaire de Kaboul.
L'occupation britannique de Kaboul entraîne l'importation de la pratique des courses de chevaux à l'anglaise.
En 1917, la collectivisation qui touche le pays voisin du Turkménistan pousse de nombreux Turkmènes à fuir vers l'Afghanistan avec leurs chevaux. Durant la période communiste, le commerce de chevaux entre Russes et Afghans est courant. Dans les années 1970, les agriculteurs Afghans utilisent le cheval, et parfois le chameau, pour labourer.
Oussama ben Laden, lui-même cavalier, a très probablement utilisé le cheval pour se déplacer dans les régions montagneuses du pays. Les soldats américains qui ont envahi l'Afghanistan en 2001 ont employé les chevaux dans ces mêmes régions,.
Le pays est en voie de motorisation, provoquant la disparition rapide des chevaux dans une grande partie du pays. Seules les régions du Nord-Est maintiennent un élevage destiné à la pratique du bouzkachi.

## Élevage

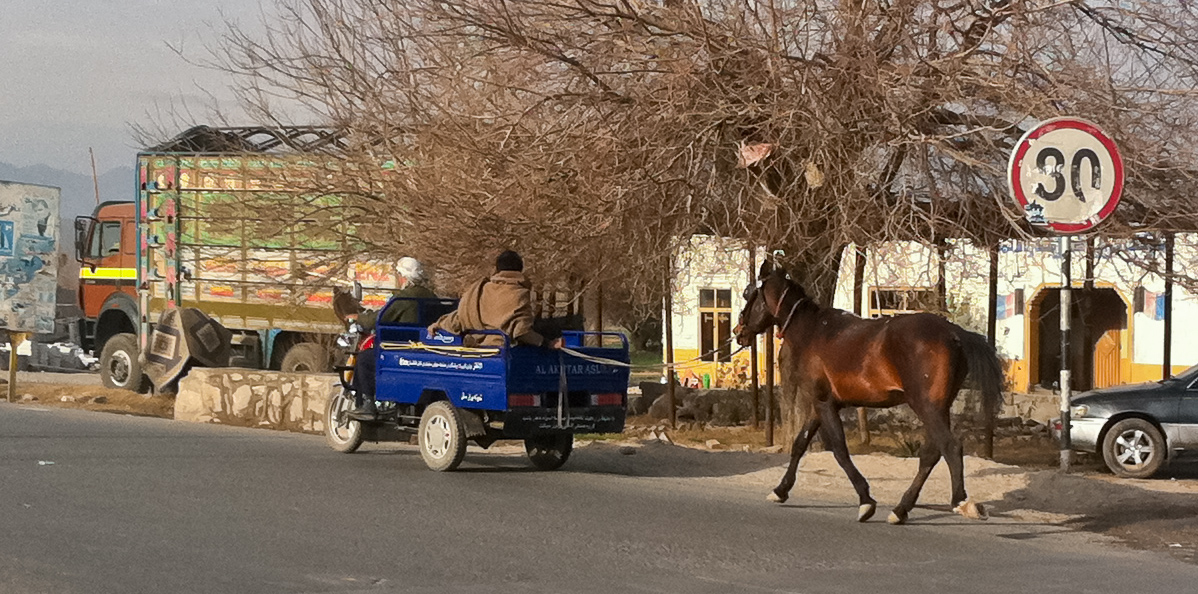
Cheval tenu en main à Jalalabad.

En 2012, la population chevaline afghane est estimée à une médiane de 151 000 têtes dans l'ouvrage de référence Equine Science, ce qui représente 0,26 % de la population chevaline mondiale.

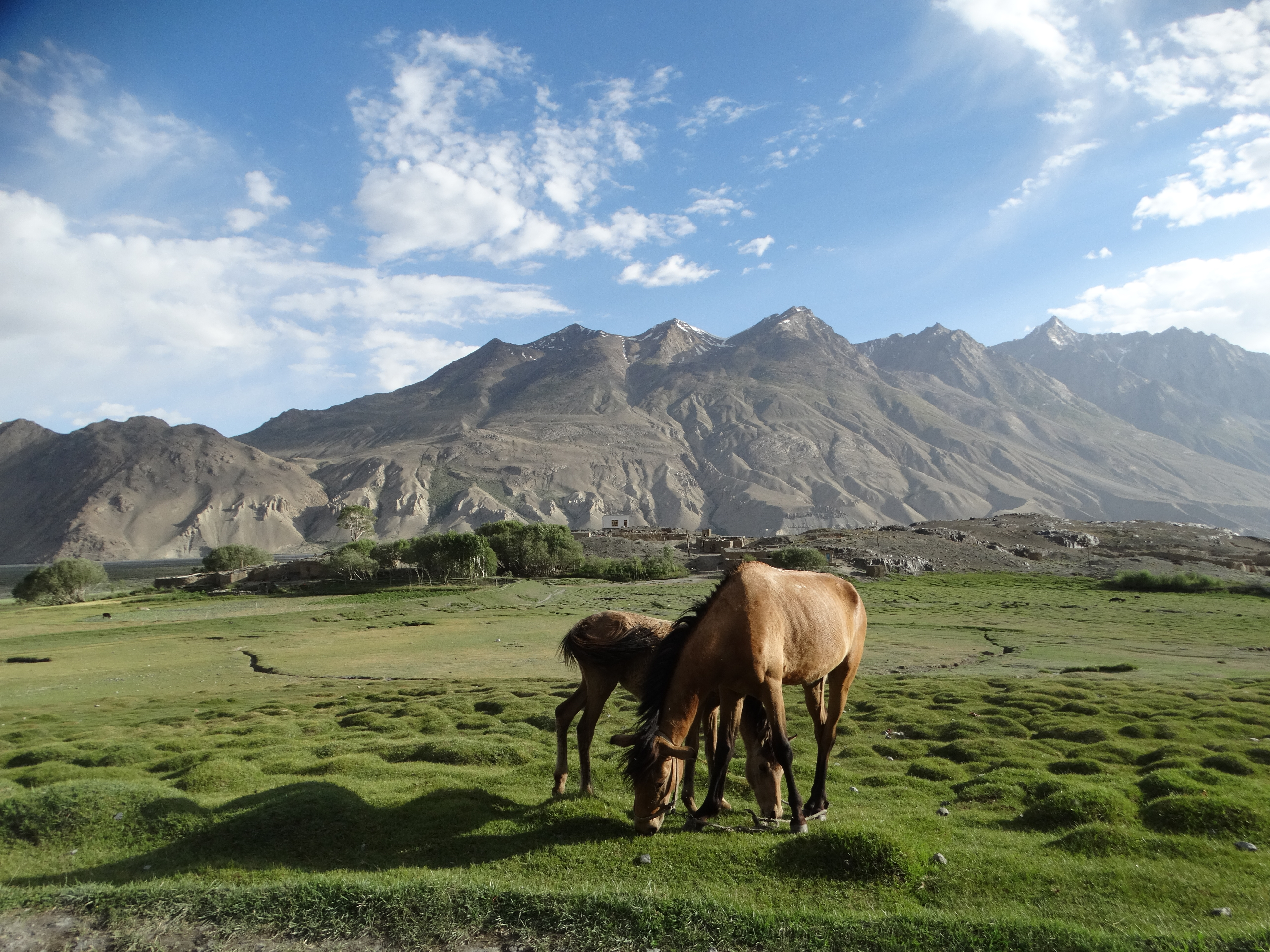
Deux chevaux près de Sahrad-e-Broghil, dans le corridor du Wakhan.

Traditionnellement, les Afghans ne castrent pas les chevaux mâles,. La FAO relève la présence de 12 races de chevaux différentes élevées actuellement ou par le passé dans ce pays : le cheval de bouzkachi, le Dawand, l'Herati, le Kohband, le Mazari, le Qatgani, le Qazal, le Samand, le Tooraq, le Waziri, le Yabu et le Yargha. Il est également fait mention de races ou de types nommés « Sistani » et « Tazi ». Enfin, le pays élève des chevaux arabes.

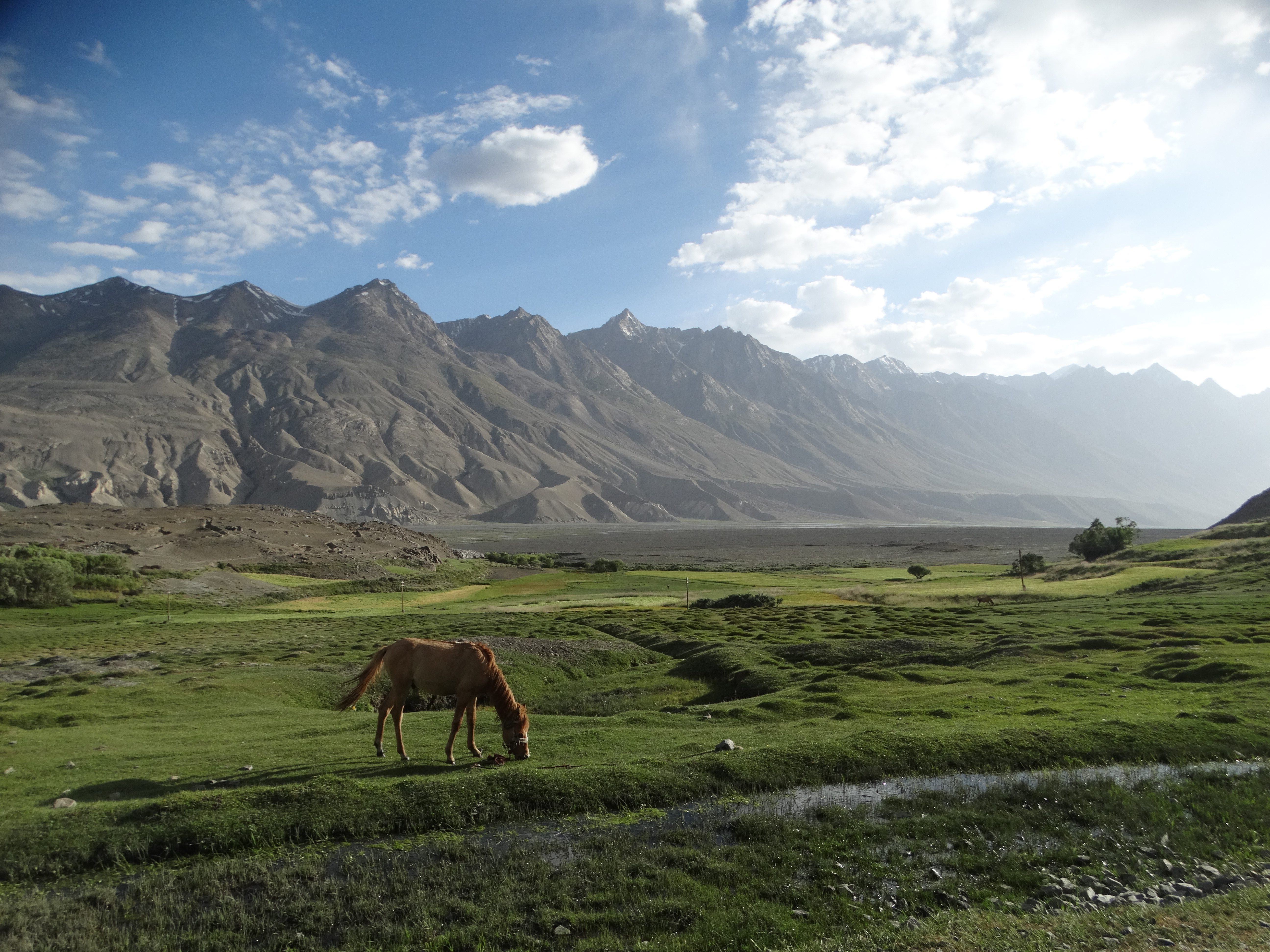
Un cheval en train de paître dans le corridor du Wakhan.

Il existe deux grands types de chevaux de bouzkachi : le Tatar, un petit animal rapide élevé dans le Nord-Est du pays, et le Habash, originaire des régions de plaines chaudes du Turkestan, dans le Nord de l'Afghanistan. Il est fait mention d'une race nommée Turkestani, pouvant correspondre au Turkoman ou au Habash. Le Borta serait un petit cheval élégant, parfois utilisé comme monture de bouzkachi. Le Mazari est élevé dans la province de Balkh, dans le Nord du pays, près de la frontière avec l'Ouzbékistan.

## Pratiques

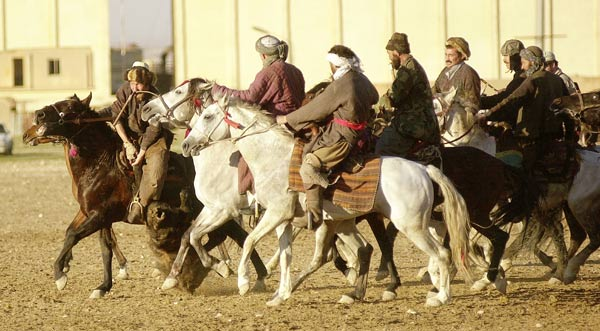
Partie de bouzkachi à Mazar-e Sharif, 2001

L'équitation reste un moyen de locomotion classique dans le nord du pays (2008). Le cheval est indispensable dans les régions reculées et montagneuses. Les chevaux afghans portent souvent des couvertures très colorées et élaborées. Il est courant de voir des attelages hippomobiles à deux roues, les gawdi, dans les centres urbains du Nord du pays. Pour le tourisme, le pays n'offre pas de centre équestre, mais il est fréquent que des habitants locaux acceptent de prêter un cheval et de guider pour une excursion.
Le bouzkachi, considéré comme le sport national afghan, est particulièrement violent. Il a cependant été codifié par la fédération olympique afghane. Il nécessite des chevaux rapides, vifs et endurants, qualités que l'on retrouve chez les chevaux afghans du Nord-Est du pays, tout particulièrement. Les Afghans classent traditionnellement leurs chevaux de bouzkachi par couleur de robe, ainsi sont distingués le Jerand (alezan, souvent avec des balzanes), le Torokh ou Turkomen (alezan brûlé), le Mushki (noir), le Kahar (isabelle), le Gul Badam (pie), le Kabood (gris), et l′Ablaq (couleurs mélangées).
Contrairement à plusieurs pays voisins, l'Afghanistan n'est pas considéré comme un pays hippophage.

## Dans la culture
Joseph Kessel situe l'intrigue de son roman Les Cavaliers en Afghanistan. Un film a été tiré de ce livre. Louis Meunier, inspiré par cette lecture, a fait plusieurs séjours en Afghanistan et joué dans une équipe de bouzkachi, expériences qu'il raconte dans son ouvrage Les Cavaliers Afghans.
Un proverbe afghan dit « mieux vaut un mauvais cavalier sur un bon cheval qu'un bon cavalier sur un mauvais cheval ».